# Waupun
Waupun is een plaats (city) in de Amerikaanse staat Wisconsin, en valt bestuurlijk gezien onder Dodge County en Fond du Lac County. Er bevindt zich een kleine Gereformeerde Gemeente (Netherlands Reformed Congregation) met 106 leden in 2020.

## Demografie
Bij de volkstelling in 2000 werd het aantal inwoners vastgesteld op 10.718. In 2006 is het aantal inwoners door het United States Census Bureau geschat op 10.676, een daling van 42 (-0,4%).

## Geografie
Volgens het United States Census Bureau beslaat de plaats een oppervlakte van 9,6 km², geheel bestaande uit land.

## Geboren in Waupun
- Tom Mullica (1948), goochelaar en komiek

## Plaatsen in de nabije omgeving
De onderstaande figuur toont nabijgelegen plaatsen in een straal van 20 km rond Waupun.